# Kvaløyvågen
Kvaløyvågen est une localité du comté de Troms, en Norvège.

## Géographie
Administrativement, Kvaløyvågen fait partie de la kommune de Tromsø.